# فرودگاه رستون
فرودگاه رستون (به انگلیسی: Rosetown Airport) یک فرودگاه همگانی است که یک باند فرود آسفالت دارد و طول باند آن ۷۸۵ متر است. این فرودگاه در کشور کانادا قرار دارد و در ارتفاع ۵۸۵ متری از سطح دریا واقع شده است.